# Aeroport de Leeds Bradford

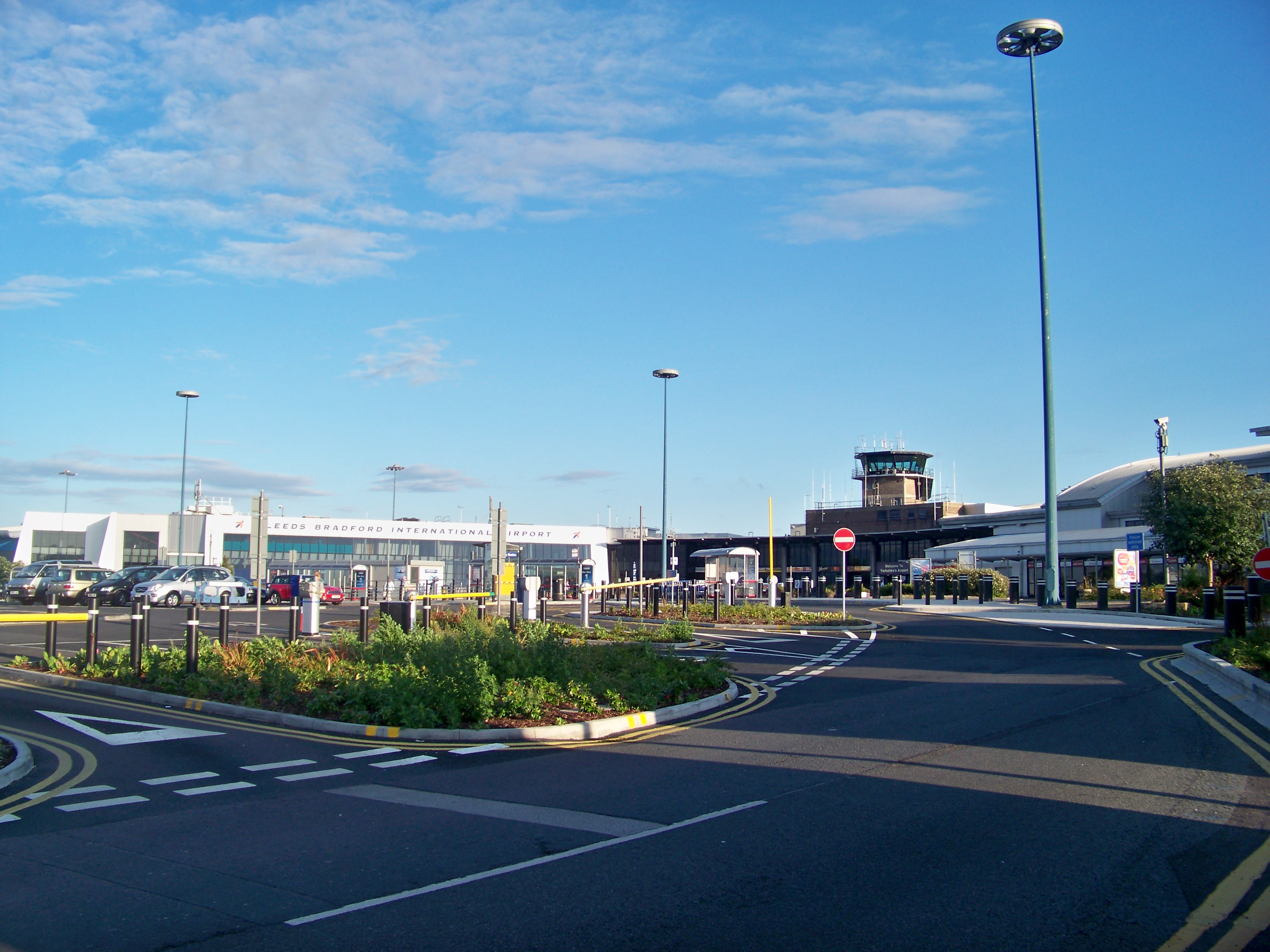
Els edificis terminals

Leeds Bradford International Airport (aeroport internacional de Leeds Bradford) serveix a les ciutats de Leeds i Bradford, així com als voltants de West Yorkshire i el nord de Yorkshire.
L'aeroport és la base principal de la companyia aèria Jet2.com. Hi ha vols a la majoria dels principals aeroports europeus disponibles, així com els vols al Pakistan.
L'aeroport està situat a Yeadon, al nord-oest de Leeds, i és la més gran al comtat de Yorkshire.

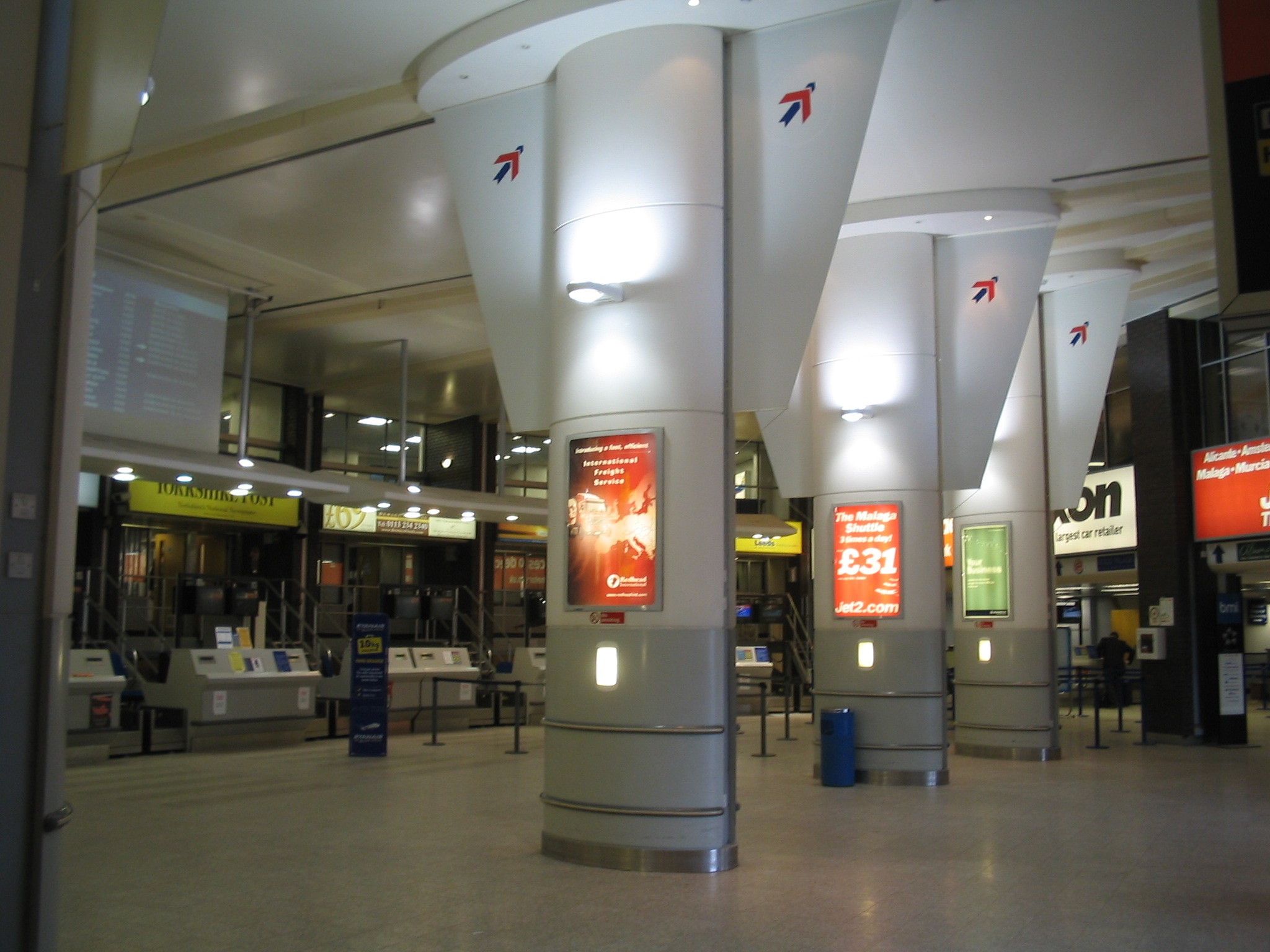
check-in
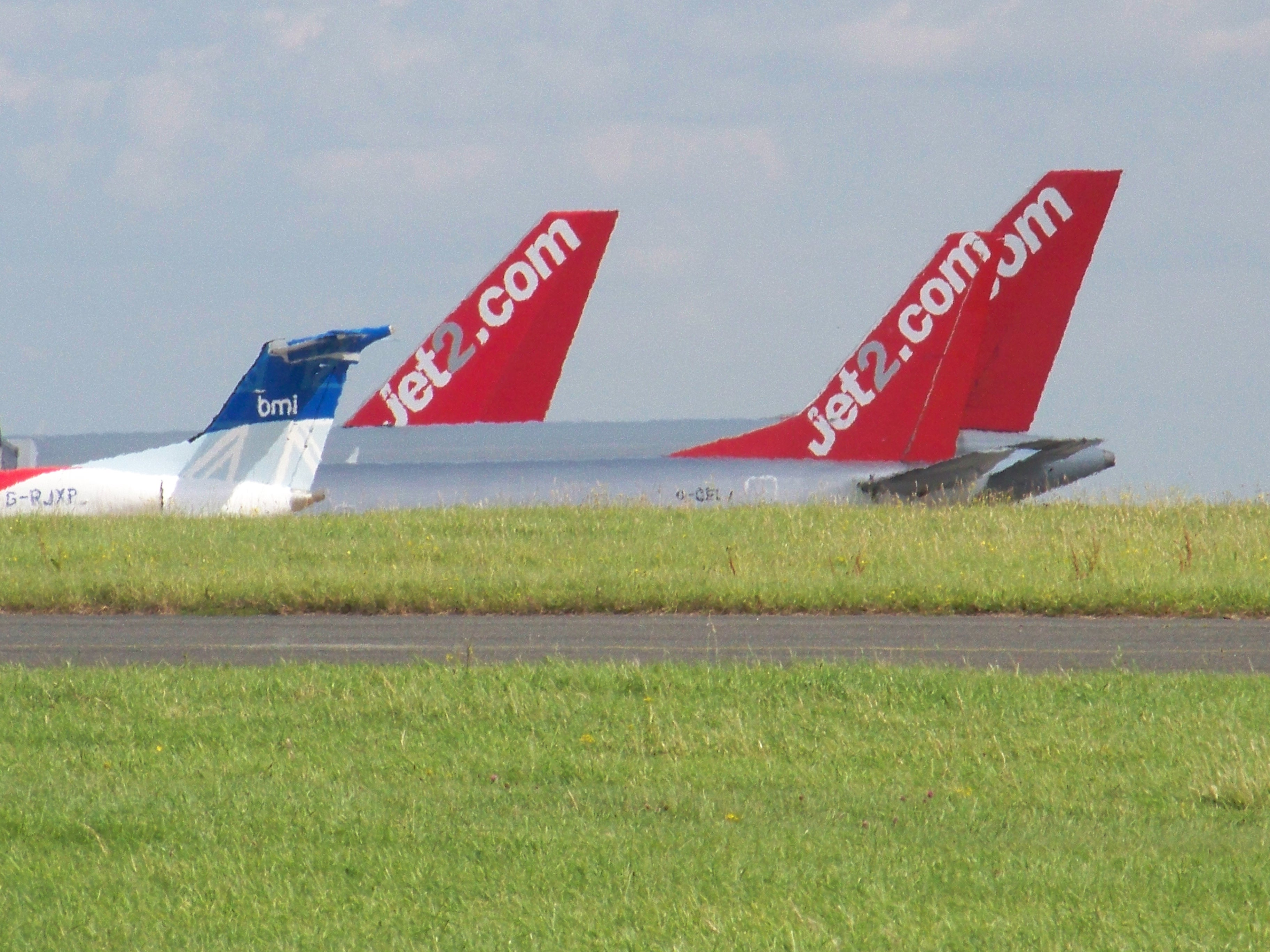
Jet2.com
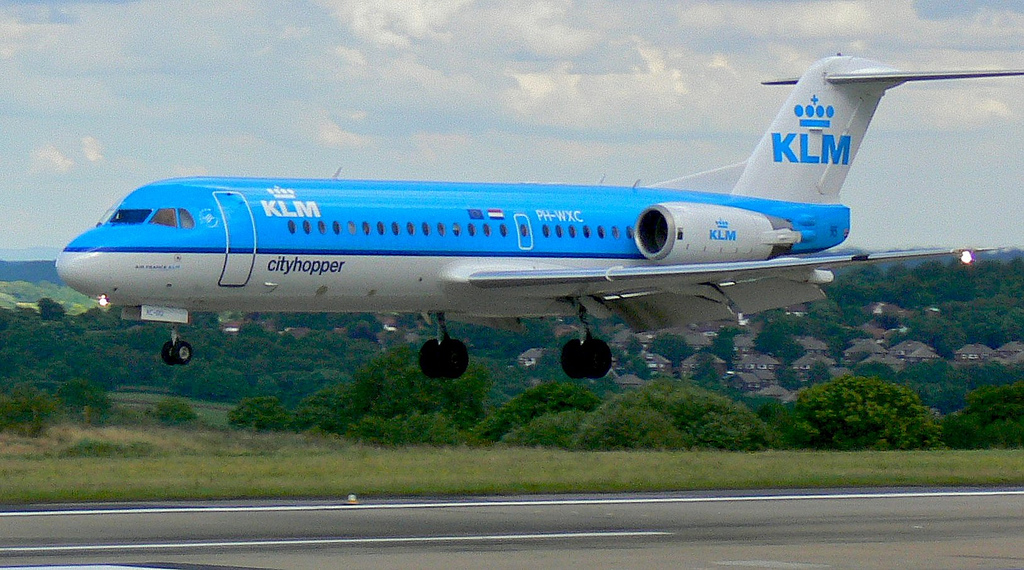
KLM
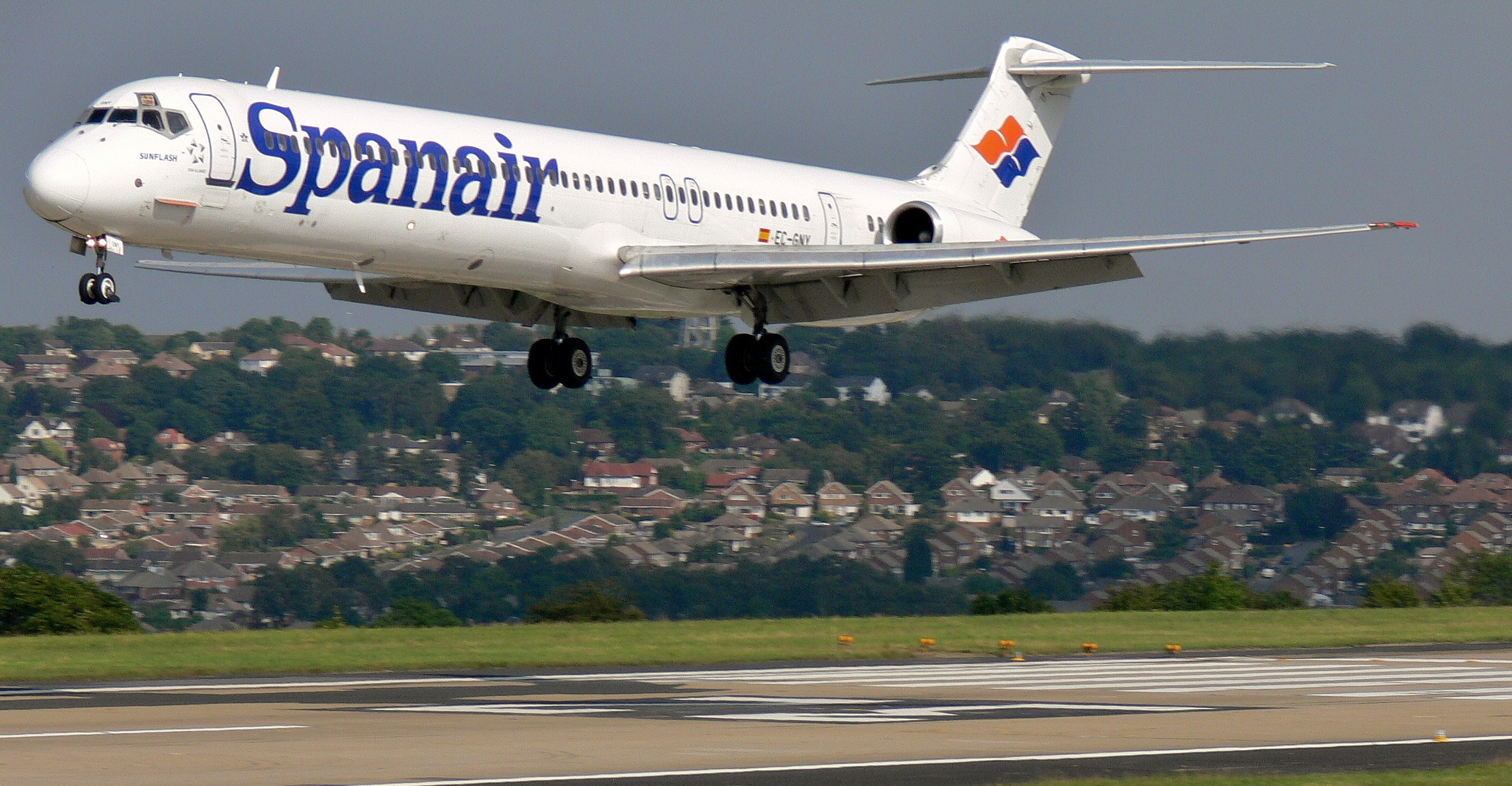
Spanair